# 泣く女
『泣く女』（なくおんな）は、パブロ・ピカソが1937年に描いた絵画作品。ピカソが写真家であり絵も描いた愛人ドラ・マール（本名、アンリエット・テオドラ・マルコヴィッチ）をモデルにした、有名な作品の一つ。
ドラ・マールをモデルに描かれた作品には『ドラ・マールの肖像』など油彩に限らず他にもあるが、最もよく知られるのはこの「泣く女」である。
テート・モダン所蔵の作品 en:File:Picasso_The_Weeping_Woman_Tate_identifier_T05010_10.jpg が最も有名であるが、ビクトリア国立美術館 en:File:National_Gallery_of_Victoria_Weeping_Woman.jpg などにも同名作品がある。

## 作風
「泣く女」をモチーフとした作品には100種類以上のバリエーションがあるといわれる。その作風は極めていろいろ。目玉が飛び出るほど泣く女。嘆き悲しみ泣く女。ハンカチを食いしばって泣く女。空に叫ぶかのように泣く女。どれも「青」「黒」「黄」「赤」「緑」「橙」など、多色に描かれている。また、ゲルニカと関連強い泣く女の一部はモノクロで書かれる場合もある。
「ゲルニカ」の後に描かれた作品としてはとても珍しいとされている。

## ゲルニカに使用された泣く女
ピカソの代表的な作品『ゲルニカ』にも「泣く女」は登場している。ゲルニカ左下部にある兵士の上には「死んだ子供を抱きかかえてなく母親」がある。これも名称はちがっていれど、泣く女に影響してくる。死んだ子供は白目をむいて手も足も垂れ下がっている。それを抱きかかえる母親は泣きに泣いて天に向かって叫んでいるように思えるほどである。口の中から飛び出るように出ている舌がその証拠である。泣く女として書かれている「ゲルニカのための習作」は飛びだした目、鏃（やじり）の形をした鼻孔、そしてひどくとんがった舌が代表的。